# 吹田市立山田中学校
吹田市立山田中学校（すいたしりつ やまだちゅうがっこう）は、大阪府吹田市山田市場にある公立中学校。

## 沿革
1947年の学制改革と同時に、当時の三島郡山田村（現在の吹田市山田地区）と三島郡新田村が学校組合立として中学校を創設したことに始まる。
1953年には新田村が豊中市と吹田市に分割編入されたことに伴い、学校組合を解消して山田村立となった。さらに1955年には、山田村の吹田市への編入合併により吹田市立となっている。
その後地域が宅地化したために生徒数が増加し、3中学校を分離している。

### 年表
- 1947年4月1日 - 山田村新田村組合立山田中学校として開校。
- 1947年4月23日 - 開校式を実施。この日を開校記念日とする。
- 1953年7月1日 - 学校組合を解消。山田村立山田中学校と改称。
- 1955年10月15日 - 山田村が吹田市に編入されたことに伴い、吹田市立山田中学校と改称。
- 1977年4月1日 - マンモス化の解消のため吹田市立千里丘中学校が分離。
- 1979年4月1日 - 吹田市立西山田中学校が分離。
- 1986年4月1日 - 吹田市立山田東中学校が分離。

## 通学区域
- 吹田市立山田第五小学校と吹田市立南山田小学校の通学区域。

2025年新年度から吹田市立山田第五小学校が吹田市立山田第三小学校に再統合されるに伴い、その卒業生は吹田市立西山田中学校に進学する校区になるが、現在の山田第五小学校区に住んでいる者は、西山田中学校、山田中学校のいずれかを選択することができる経過措置が設けられる。

## 交通
- 東海道本線（JR京都線） 千里丘駅 西へ約1.4km。
- 阪急バス 山田南バス停。